# Stefan Beißner
Stefan Beißner (geb. vor 1992) ist ein deutscher Elektroingenieur und Professor für Elektrische Messtechnik, Sensorik und Mikrosystemtechnik an der Hochschule Hannover.

## Leben
Nach einer Ausbildung zum Kommunikationselektroniker studierte Beißner von 1992 bis 1996 Elektrotechnik an der FHH. Es folgten Tätigkeiten als wissenschaftlicher Mitarbeiter im Projekt AMIS (Angewandte Mikrosysteme für mittelständische Industrie) der FHH sowie am Institut für Mikrotechnik der TU Braunschweig. 2004 erfolgte die Promotion an der TU Braunschweig mit einer Arbeit über volumenmikromechanische Inertialsensoren. Seit 2009 ist Beißner Professor an der FH Hannover.

## Forschung und Lehre
Seine Lehrgebiete beinhalten Elektrische Messtechnik, Sensorik, Mikrosystemtechnik, Bauelemente und analoge Schaltungstechnik. Seine speziellen Forschungsgebiete sind Elektrische Messtechnik, Sensorik und Mikrosystemtechnik.

## Werke
- Volumenmikromechanische Inertialsensoren. Shaker 2004, ISBN 3-8322-3115-3.